# Calouste Gulbenkian
Galust Sarkis Gulbenkian (orm.Գալուստ Սարգիս Կիւլպէնկեան, por. Calouste Sarkis Gulbenkian, ur. 23 marca 1869 w Stambule, zm. 20 lipca 1955 w Lizbonie) – ormiański przedsiębiorca, kolekcjoner i filantrop. Odegrał jedną z kluczowych ról w otwarciu zasobów naftowych na Bliskim Wschodzie dla zachodnich firm. Należał do najbogatszych ludzi na świecie. Twórca jednej z największych prywatnych kolekcji sztuki.